# Trần Lê Quốc Toàn
Trần Lê Quốc Toàn (sinh ngày 5 tháng 4 năm 1989) là một vận động viên cử tạ Việt Nam từng tham dự Thế vận hội Mùa hè 2012 ở hạng cân 56 kg. Ban đầu, Quốc Toàn đứng hạng 4 và không giành được huy chương, tuy nhiên, phải đến năm 2019, anh mới được công nhận giành huy chương đồng do vận động viên giành giải Valentin Hristov người Azerbaijan bị loại do phát hiện sử dụng doping.
Quốc Toàn về đích ở vị trí thứ 4 ở hai giải Vô địch Thế giới năm 2012 và 2013 sau thành tích của Valentin Hristov và đồng hương Thạch Kim Tuấn. Anh kết thúc ở vị trí thứ 5 ở Thế vận hội Mùa hè 2016, với tổng cộng nâng được 275 kg.

## Thế vận hội Mùa hè 2012
Quốc Toàn tham dự Thế vận hội Mùa hè 2012 ở Luân Đôn với kết quả chung cuộc ban đầu ở vị trí thứ 4. Thành tích của anh (284 kg) kém 2 kg so với người đạt huy chương đồng là vận động viên Valentin Hristov người Azerbaijan. Anh đã tỏ ra rất sốc và bất ngờ vì trước đó Valentin còn bị anh bỏ xa đến 20 kg cách đó 8 tháng. Bảy năm sau, vào năm 2019, Quốc Toàn nhận được thông báo từ Liên đoàn Cử tạ Thế giới rằng anh được nhận huy chương đồng sau khi tổ chức này phát hiện Valentin có sử dụng doping sau 3 lần kiểm tra mẫu thử.
2 năm sau đó, vào ngày 13 tháng 7 năm 2021, Quốc Toàn mới có thể chính thức nhận tấm huy chương đồng ở buổi lễ xuất quân của đoàn thể thao Việt Nam thi đấu ở Thế vận hội Mùa hè 2020 tổ chức tại Tokyo, Nhật Bản. Việc bị đối thủ gian lận và mất huy chương tại Olympic khiến sự nghiệp của Quốc Toàn bị ảnh hưởng khá lớn. Không giành được huy chương, nên anh cũng không còn được lãnh đạo thể thao coi là vận động viên trọng điểm, do đó nguồn lực đầu tư cho anh được chuyển sang cho tài năng trẻ Thạch Kim Tuấn. Sự việc đó cộng hưởng với việc dính chấn thương khiến sự nghiệp thi đấu cá nhân của anh không thể vực dậy ở các giải đấu sau đó.